# Costituzione nazionale armena

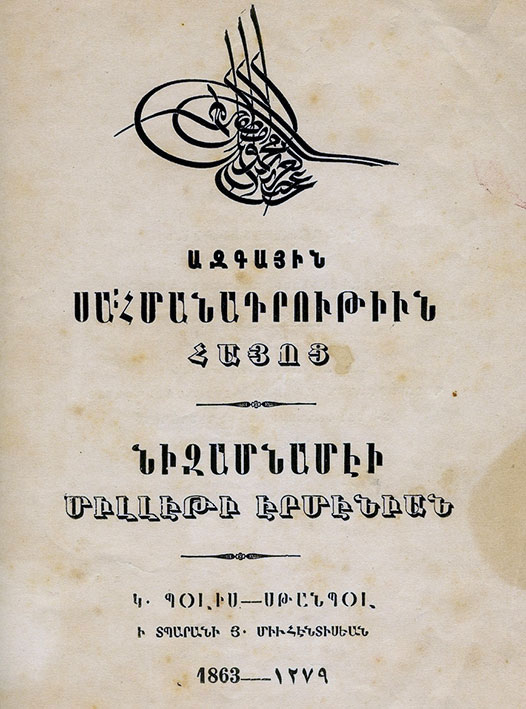
Copertina della versione armena della Costituzione nazionale armena (leggi online)

La Costituzione nazionale armena (in armeno Հայ ազգային սահմանադրութիւն?, Hay azkayin sahmanatroutioun) o regolamento della nazione armena (in turco ottomano, Nizâmnâme-i Millet-i Ermeniyân, نظامنامهٔ ملّت ارمنیان) è stata la forma approvata dall'Impero ottomano del "Codice dei Regolamenti" del 1863 composta di 150 articoli redatti dall'intellighenzia armena (Dr. Nahapet Rusinian, Dr. Servitchen, Diran Nazariantz, Nigoğayos Balyan, Krikor Odian e Krikor Margosian ), che definì i poteri del patriarca (posizione del Millet ottomano) e della nuova "Assemblea nazionale armena". Questo codice è ancora attivo nella Chiesa armena della diaspora. La versione turca ottomana è stata pubblicata nel Düstur (Codice ottomano di diritto pubblico).
Il documento stesso era chiamato "costituzione" in armeno, mentre la versione turca ottomana era invece chiamata "regolamento" sul millet.

## Storia
L'organizzazione degli Hatt-ı Hümayun (1856) per portare l'uguaglianza tra i millet provocò anche il malcontento del Patriarcato armeno. Prima dell'Hatt-ı Hümayun, il Patriarca armeno non era solo il capo spirituale della comunità, ma anche il suo capo laico (di tutti gli armeni e della nazione armena). Il Patriarca poteva a suo piacimento destituire i Vescovi e la sua giurisdizione si estendeva a 50 aree. Gli armeni rivoluzionari volevano abolire quella che vedevano come l'oppressione da parte della nobiltà, redigendo un nuovo "Regolamento Nazionale". Il "Codice dei Regolamenti" (1860) fu redatto da membri dell'intellighenzia armena (Dott. Nahabet Rusinian, Dr. Servichen, Nigoghos Balian, Krikor Odian e Krikor Margosian) che cercarono principalmente di definire i poteri del Patriarca.
il 24 maggio 1860 il Concilio accettò infine il progetto del regolamento e lo presentò alla Sublime Porta (Bâb-ı Âli). Il governo del sultano Abdül Aziz lo ratificò (con alcune piccole modifiche) da un firmano il 17 marzo 1863 e lo rese effettivo. La Costituzione nazionale armena (in turco ottomano: "Nizâmnâme-i Millet-i Ermeniyân") era una forma approvata dall'Impero ottomano del "Codice dei regolamenti" composto da 150 articoli che definivano i poteri del Patriarca (la sua posizione nel Millet ottomano) e della recente formazione dell'"Assemblea nazionale armena".
Il Patriarca armeno iniziò a condividere i suoi poteri con l'Assemblea nazionale armena ma limitati dalla Costituzione nazionale armena. Egli percepì i cambiamenti come un'erosione della sua comunità.
La "Costituzione" definiva la condizione degli armeni all'interno dello Stato, ma aveva anche regolamenti che definivano l'autorità del Patriarca. La costituzione dell'Assemblea nazionale armena fu vista come una pietra miliare dagli armeni progressisti. Tentava di definire l'Armenia come una nazione moderna. Le riforme che portarono all'Assemblea nazionale armena avvennero quando singoli armeni e gruppi di pressione si lamentarono frequentemente per l'assistenza contro le ingiustizie perpetuate dai curdi (visti come feudali) e la burocrazia corrotta. All'inizio le relazioni furono positive, ma negli anni 1860 gli ottomani, dopo aver schiacciato la resistenza curda, non ebbero più bisogno del sostegno armeno e l'Impero divenne meno sensibile alle rivendicazioni armene.
Harry Finnis Blosse Lynch, autore di Armenia, Travels and Studies, scrisse nel secondo volume, pubblicato nel 1901, che la Costituzione nazionale armena era "praticamente in sospeso a causa delle relazioni tese attualmente esistenti tra il palazzo e gli armeni".